# Пустомыты (Волынская область)
Пустомы́ты (укр. Пустомити) — село в Гороховской городской общине Луцкого района Волынской области Украины.
До 2020 года входило в Гороховский район.
Код КОАТУУ — 0720886401. Население по переписи 2001 года составляет 644 человека. Почтовый индекс — 45720. Телефонный код — 3379. Занимает площадь 12,36 км².